# EXPAL BPG 2000
EXPAL BPG 2000 – hiszpańska bomba przeciwbetonowa, odpowiednik amerykańskiej BLU-109.